# Parvoscincus lawtoni
Espèce
Synonymes
- Sphenomorphus lawtoni Brown & Alcala, 1980

Statut de conservation UICN

 DD  : Données insuffisantes
Parvoscincus lawtoni est une espèce de sauriens de la famille des Scincidae.

## Répartition

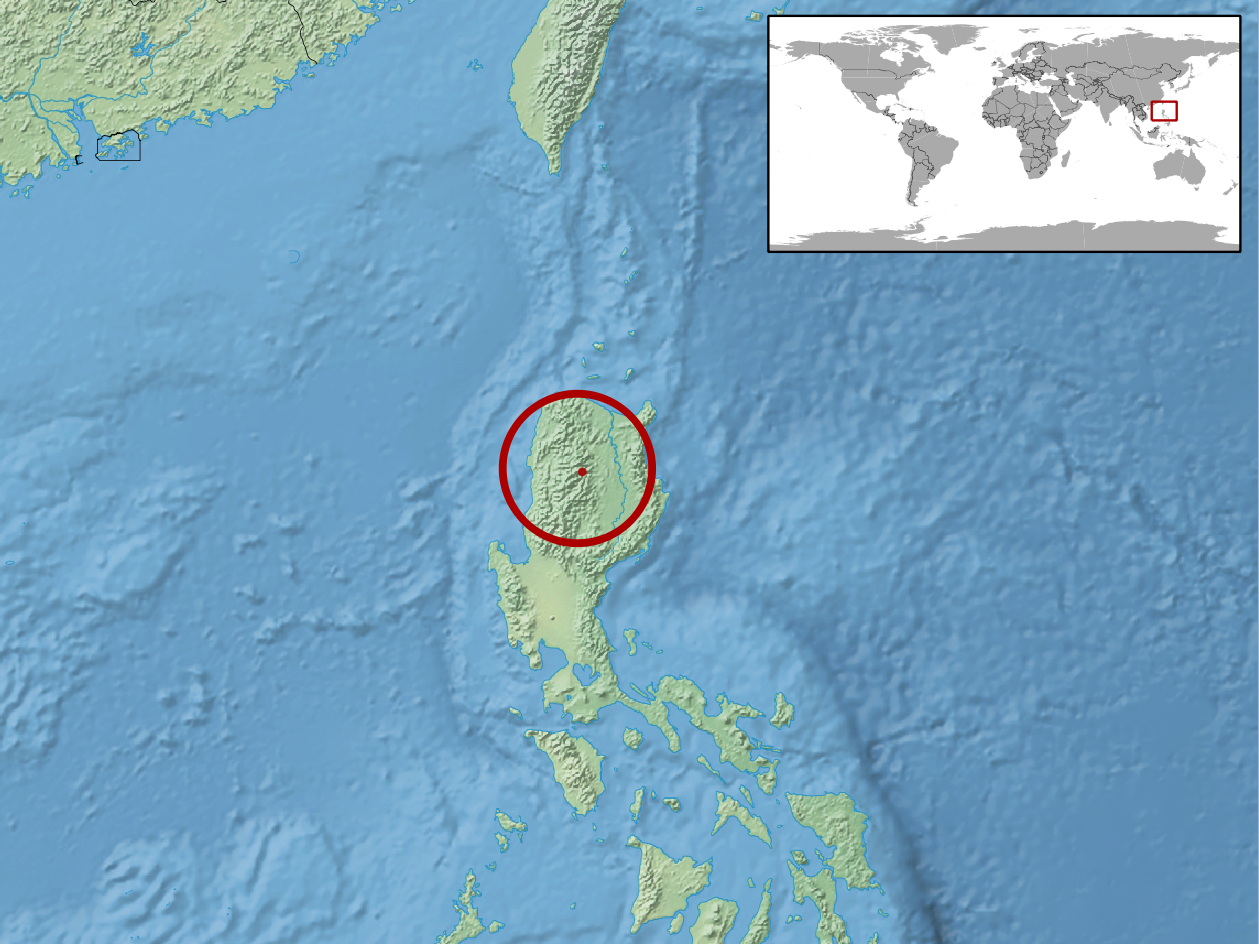
Répartition de l'espèce.

Cette espèce est endémique de l'île de Luçon aux Philippines.

## Étymologie
Cette espèce est nommée en l'honneur d'E. Lawton Alcala.

## Publication originale
- Brown & Alcala, 1980 : Philippine Lizards of the family Scincidae. Silliman University natural science monograph series, p. 1-246.